# 托比亚斯·豪克
托比亚斯·豪克（德語：Tobias Hauke，1987年9月11日—），德国男子曲棍球运动员。他曾代表德国参加2008年、2012年、2016年和2020年夏季奥林匹克运动会曲棍球比赛，获得二枚金牌和一枚铜牌。